# Премия «Грэмми» за лучшее исполнение в стиле госпел

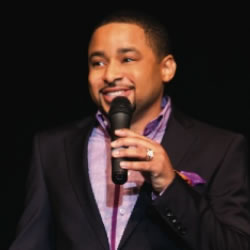
Исполнитель госпел Smokie Norful, первый лауреат премии в этой категории.

Премия Грэмми за лучшее исполнение в стиле госпел (англ. Grammy Award for Best Gospel Performance/Song) вручается на ежегодной церемонии в США с 2015 года.
Одна из самых престижных наград в жанре музыки госпел и является одной из примерно 100 других номинаций этой премии, которая была учреждена в 1958 году.
Награда ежегодно присуждается Национальной академией искусства и науки звукозаписи за «художественные достижения, технические знания и общее превосходство в звукозаписывающей индустрии, без учёта продаж альбома и его позиции в чартах».
Категория «За лучшее исполнение в стиле госпел» (Grammy Award for Best Gospel Performance/Song) стала одной из новых категорий, созданный в ходе преобразований Grammy Awards в 2015 году. Она присуждается как авторам песен, так и их исполнителям (соло, дуэтам, группам, совместным исполнителям). Эта награда возникла на основе выделения из ранее существовавших премий в категориях Лучшая песня в стиле госпел (Best Gospel Song; для авторов) и Best Gospel/Contemporary Christian Music Performance (для исполнителей). А исполнители стиля современная христианская музыка были выделены в категорию Лучшее исполнение современной христианской музыки (Best Contemporary Christian Music Performance/Song).

## История
| Год  | Работа                   | Исполнитель                            | Авторы                           | Номинанты | Ссылка      |
| ---- | ------------------------ | -------------------------------------- | -------------------------------- | --- | ----------- |
| 2015 | No Greater Love          | Smokie Norful                          | Aaron W. Lindsey & Smokie Norful | - Erica Campbell, Warryn Campbell, Hasben Jones, Harold Lilly, Lecrae Moore & Aaron Sledge за Help, исполненную Erica Campbell ft. Lecrae - Rudy Currence & Donald Lawrence за Sunday AM, исполненную Karen Clark Sheard - Kortney J. Pollard за I Believe, исполненную Mali Music - Кирк Франклин за Love on the Radio, исполненную The Walls Group                                                                                  | [ 4 ] [ 5 ] |
| 2016 | «Wanna Be Happy?»        | Кирк Франклин                          | Кирк Франклин                    | - Aaron Lindsey и Brian Courtney Wilson за «Worth Fighting For (Live)», в исполнении Brian Courtney Wilson | [ 6 ]       |
| 2017 | «God Provides»           | Tamela Mann                            | Кирк Франклин                    | - Stanley Brown & Courtney Rumble за It’s Alright, It’s OK, в исполнении Shirley Caesar ft. Anthony Hamilton - Allundria Carr за You’re Bigger (Live), в исполнении Jekalyn Carr - Travis Greene за Made a Way (Live), в исполнении Travis Greene - Jason Clayborn, Gabriel Hatcher & Hezekiah Walker за Better, в исполнении Hezekiah Walker                                                                                         | [ 7 ]       |
| 2018 | «Never Have To Be Alone» | CeCe Winans                            | Dwan Hill & Alvin Love III       | - Tina Campbell & Warryn Campbell за Too Hard Not To, в исполнении Tina Campbell - David Bloom, JJ Hairston, Phontane Demond Reed & Cortez Vaughn за You Deserve It, в исполнении JJ Hairston & Youthful Praise ft. Bishop Cortez Vaughn - Le'Andria за Better Days, в исполнении Le’Andria - Warryn Campbell, Eric Dawkins, Damien Farmer, Damon Thomas, Ahjah Walls & Darrel Walls за My Life, в исполнении The Walls Group         | [ 8 ]       |
| 2019 | Never Alone              | Тори Келли при участии Кирка Франклина | Кирк Франклин & Victoria Kelly   | - Jekalyn Carr & Allen Carr за You Will Win, в исполнении Jekalyn Carr - Won’t He Do It, в исполнении Koryn Hawthorne (For reasons as yet unknown, no nomination was given to the authors Loren Hill, Makeba Riddick and Richard Shelton) - Jonathan McReynolds за Cycles, в исполнении Jonathan McReynolds ft. DOE - Aaron W. Lindsey, Alvin Richardson & Brian Courtney Wilson за A Great Work, в исполнении Brian Courteney Wilson | [ 9 ]       |
| 2020 | Love Theory              | Кирк Франклин                          | Кирк Франклин                    | - Bryan Fowler, Глория Гейнор & Chris Stevens за Talkin' 'bout Jesus, в исполнении Глории Гейнор & Yolanda Adams - Travis Greene за See the Light, в исполнении Travis Greene ft. Jekalyn Carr - Aaron Lindsey & Bernie Herms за Speak the Name, в исполнении Koryn Hawthorne ft. Natalie Grant - Tony Brown, Brandon Lake, Tasha Cobbs Leonard & Nate Moore за This is a Movie (Live), в исполнении Tasha Cobbs                      | [ 10 ]      |